# Janusz Zwoliński (misjonarz)
Janusz Zwoliński (ur. 4 października 1950 w Radwanowicach) – polski prezbiter katolicki, misjonarz św. Wincentego a Paulo, duszpasterz w Kongo i Grecji, w latach 1991-2000 wizytator (przełożony) nowo utworzonej prowincji zairskiej, w latach 2014-2022 wikariusz generalny Wikariatu Apostolskiego Salonik.
Po otrzymaniu święceń kapłańskich w 1975 z rąk biskupa Albina Małysiaka wyjechał na kurs misyjny w Belgii. Od 1976 pracował w Kongo, które wtedy nosiło nazwę Zair. W 1989 został rektorem seminarium duchownego w Kinszasie, a w 1991 wizytatorem (przełożonym krajowym) prowincji zairskiej, wydzielonej z prowincji belgijskiej Zgromadzenia Księży Misjonarzy. Podczas pierwszej wojny domowej w Kongo, trwającej w latach 1996-1997 brał czynny udział w ratowaniu uchodźców z plemienia Hutu. W 2004 ze względów zdrowotnych powrócił do Europy, podejmując posługę proboszcza parafii rzymskokatolickiej w Salonikach w Grecji, a od 2014 z nominacji abp. Janisa Spiterisa wikariusza generalnego Wikariatu Apostolskiego Salonik. Od 2022 przebywa na emeryturze w Krakowie.